# Hawker Sea Hawk
Hawker Sea Hawk byl britský jednomístný palubní stíhací letoun s proudovým pohonem. V jednotkách Fleet Air Arm sloužil jen několik let, ovšem byl i úspěšně exportován do Nizozemska, Německa a Indie. Sea Hawk se osvědčil jako bitevní letoun v Suezské krizi a Indo-pákistánských válkách v letech 1965 a 1971.

## Vývoj

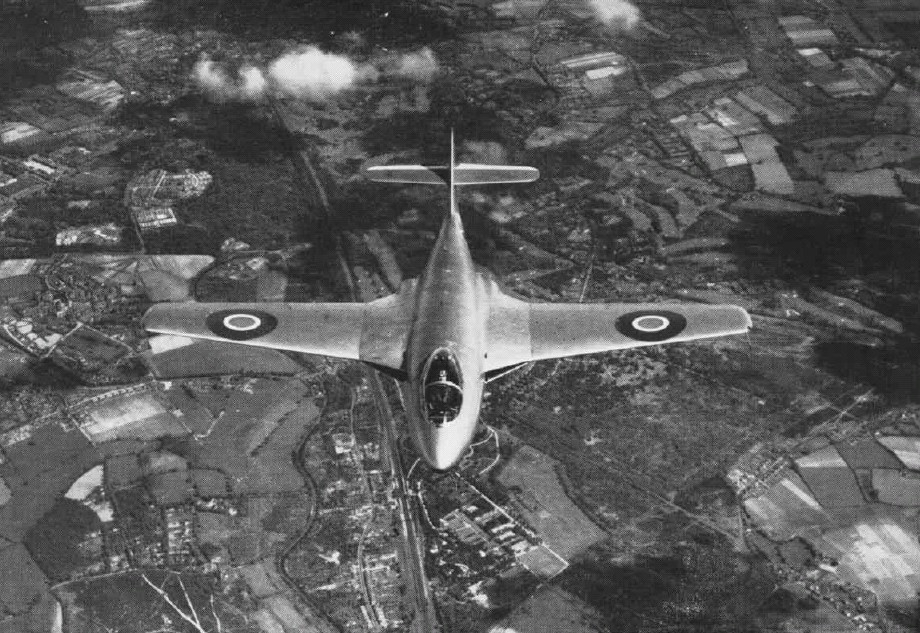
Hawker P.1040 prototyp VP401

Sea Hawk byl vyvinut z projektu P.1040, pozemního stíhacího letounu, vyvíjeného pro Royal Air Force. RAF však o typ nejevilo velký zájem a dávalo přednost typům Gloster Meteor a de Havilland Vampire. Na konstrukci Hawku bylo neobvyklé to, že jeho jediný motor měl dvě výtokové trysky na bocích křídel za trupem. Neobvyklé řešení umožnilo využít ocasní část trupu pro palivovou nádrž, což dávalo letounu mnohem větší dolet, než bylo v té době u proudových letadel obvyklé.
Po neúspěchu u RAF vyvinul Hawker navalizovanou verzi P.1040 a nabídl ji britskému námořnictvu, které jeho projekt opravdu zaujal. První prototyp, označený VP401 a pilotovaný Billem Humblem, poprvé vzlétl 2. září 1947. Další prototyp, už plně upravený pro palubní provoz, létal až následující rok. Třetí prototyp, který létal od roku 1949, obsahoval řadu zlepšení, založených na zkouškách prvních dvou prototypů.
První palubní zkoušky proběhly v roce 1949 na palubě letadlové lodi HMS Illustrious. Fleet Air Arm následovně objednalo okolo stovky sériových kusů. Prvním sériovým Sea Hawkem byl stroj verze F.1 s označením WF 143, který poprvé vzlétl v listopadu 1951.
Na rozdíl od svého tehdejšího konkurenta a prvního proudového letounu na palubách lodí Royal Navy, typu Supermarine Attacker, již měl Sea Hawk příďový podvozek. Ten znamenal lepší vlastnosti letounu při jeho provozu. Jakkoliv byl Sea Hawk poměrně spolehlivý a užitečný letoun, jeho konstrukce byla velice konvenční. Letoun měl například přímé křídlo, což snižovalo jeho výkony. Jeho operační kariéra proto byla poměrně krátká a byl rychle nahrazován pokročilejšími typy.

## Varianty

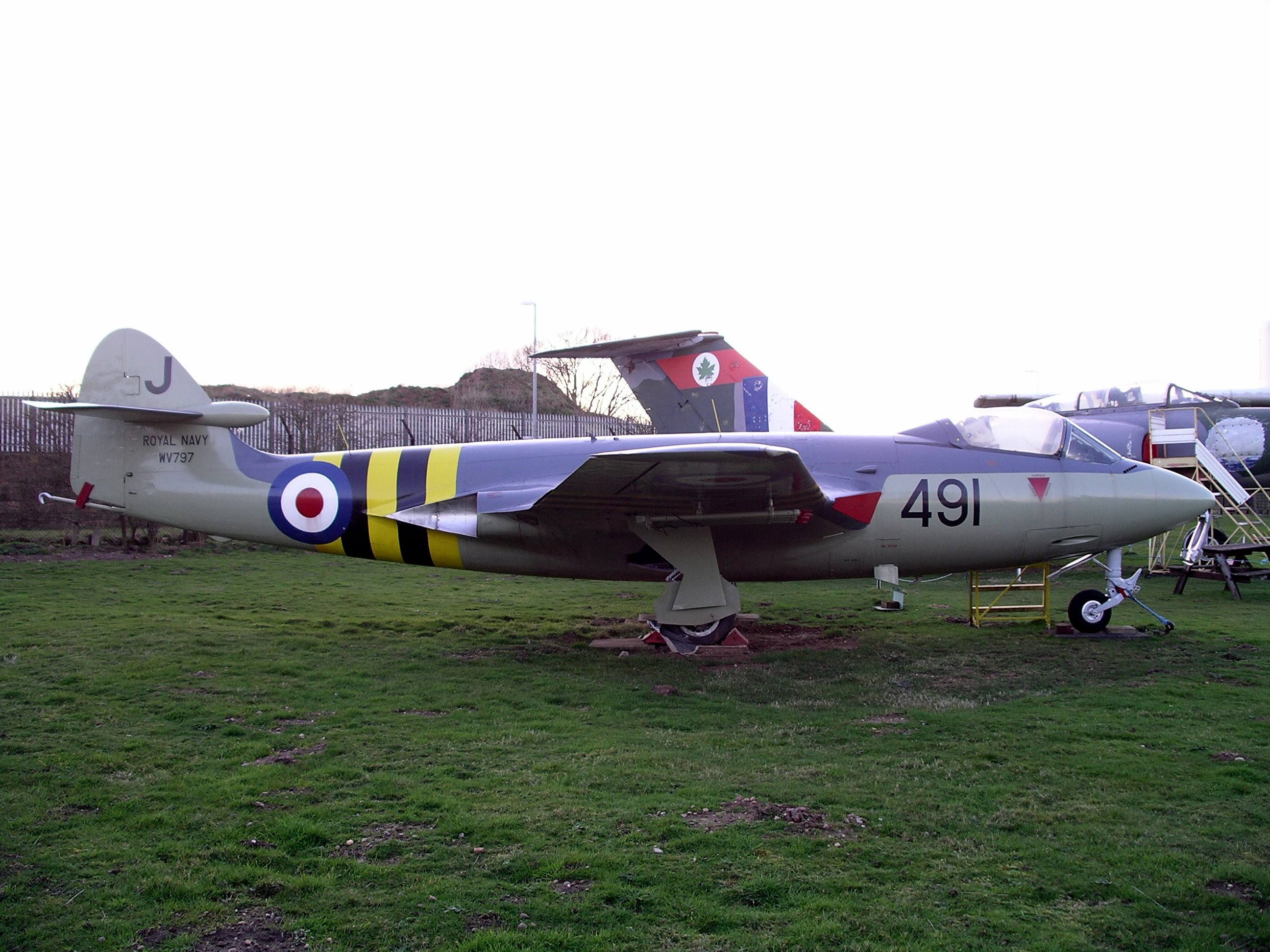
Sea Hawk FGA.6 s označením WV797, vystavený v Midland Air Museum

První sériovou variantou byl Sea Hawk F.1, který poprvé vzlétl v roce 1951, ale do služby vstoupil až v roce 1953. Hawker vyrobil okolo 30 kusů, ale protože v té době už pro RAF vyráběl legendární stroje Hawker Hunter, byla výroba Sea Hawků převedena do pobočky Hawkeru, firmy Armstrong Whitworth. Model F.1 poháněl proudový motor Rolls-Royce Nene Mk 101 o tahu 22 kN a byl vyzbrojen čtyřmi 20 mm kanóny Hispano.
Po verzi F.1 následoval mírně vylepšení Sea Hawk F.2. Následující verze Sea Hawk FB.3, kterých bylo vyrobeno více než 100 kusů, byly upraveny tak, aby mohly působit i v roli stíhacích bombardérů. Letoun měl zesílenou konstrukci a unesl 440 kg pum či 16 neřízených střel. Po něm následoval Sea Hawk FGA.4 s vyšší nosností výzbroje a motorem Nene Mk 103, který mohl působit jako stíhací a protizemní útočný letoun. Varianta Sea Hawk FB.5 odpovídala modelu FB.3, jen s použitím vylepšeného motoru Roll-Royce Nene Mk 103. Poslední variantou byl opět stíhací a útočný letoun Sea Hawk FGA.6 a od předchozího modelu se nijak významně nelišil. Této varianty bylo vyrobeno přibližně 90 kusů. Celkem bylo postaveno 542 letounů Sea Hawk.
Existovaly také tři exportní varianty Sea Hawku. První byl jednomístný útočný Sea Hawk Mk.50. Nizozemské námořnictvo jich v letech 1957–1964 provozovalo celkem 22 kusů a Nizozemsko se tak stalo jejich prvním zahraničním uživatelem. Druhým zahraničním uživatelem letounu bylo Německo, jehož Bundesmarine používalo stíhací variantu Sea Hawk Mk.100 a noční stíhací a průzkumnou variantu Sea Hawk Mk.101.

## Služba

### Fleet Air Arm

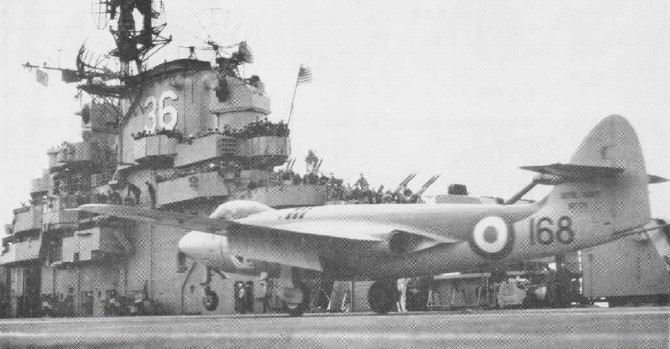
Sea Hawk při letmém přistání na palubě americké letadlové lodi USS Antietam v roce 1953

Hlavním místem bojového nasazení Sea Hawků byl Egypt. Suezská krize, která vypukla po znárodnění Suezského průplavu, vyvrcholila operací Musketeer, tedy britsko-francouzskou invazí s podporou Izraele do Egypta, která začala 31. října 1956. Operace se účastnilo šest perutí s letouny Sea Hawk. Po dvou perutích nesly letadlové lodě HMS Eagle, HMS Albion a HMS Bulwark. Letouny byly používány především pro pozemní útoky, ve kterých se velice osvědčily. Z vojenského hlediska úspěšná operace byla jasnou prohrou v rovině politické a invazní jednotky se z Egypta stáhly už v následujícím roce.
Britské Sea Hawky začaly být stahovány ze služby v roce 1958, tedy v době, kdy do služby vstupovaly nové stíhací typy Supermarine Scimitar a de Havilland Sea Vixen. Poslední operační peruť Sea Hawků, která ukončila činnost v prosinci 1960, byla tečkou za krátkou bojovou kariérou tohoto typu. Letouny, které létaly v druholiniových útvarech, byly vyřazeny v polovině 60. let.

### Nizozemské námořnictvo
Sea Hawk byl úspěšným exportním letounem. V nizozemském námořnictvu letoun sloužil na palubě letadlové lodi Hr. Ms. Karel Doorman, dřívější britské letadlové lodi HMS Venerable. Když byl Karel Doorman prodán Argentině, byly jeho palubní letouny dále provozovány z pozemních základen. Ze služby byly vyřazeny na konci 60. let.

### Indické námořnictvo
Indické námořnictvo používalo Sea Hawky od roku 1960 z paluby letadlové lodě INS Vikrant. Letouny se účastnily indicko-pákistánské války v roce 1965 i indicko-pákistánské války v roce 1971. Sea Hawky se v těchto válkách velice osvědčily. Sloužily především k bitevním útokům, při kterých potopily řadu dělových člunů pákistánského námořnictva i civilních obchodních lodí, především v oblasti Východního Pákistánu (dnešní Bangladéš). V bojích nebyl ztracen ani jeden stroj. Indické Sea Hawky byly vyřazeny v roce 1983 a nahrazeny letouny BAE Sea Harrier.

### Německé námořnictvo
Německé námořní letectvo používalo Sea Hawky až do poloviny 60. let, kdy byly nahrazeny stroji Lockheed F-104 Starfighter.

## Dochované stroje

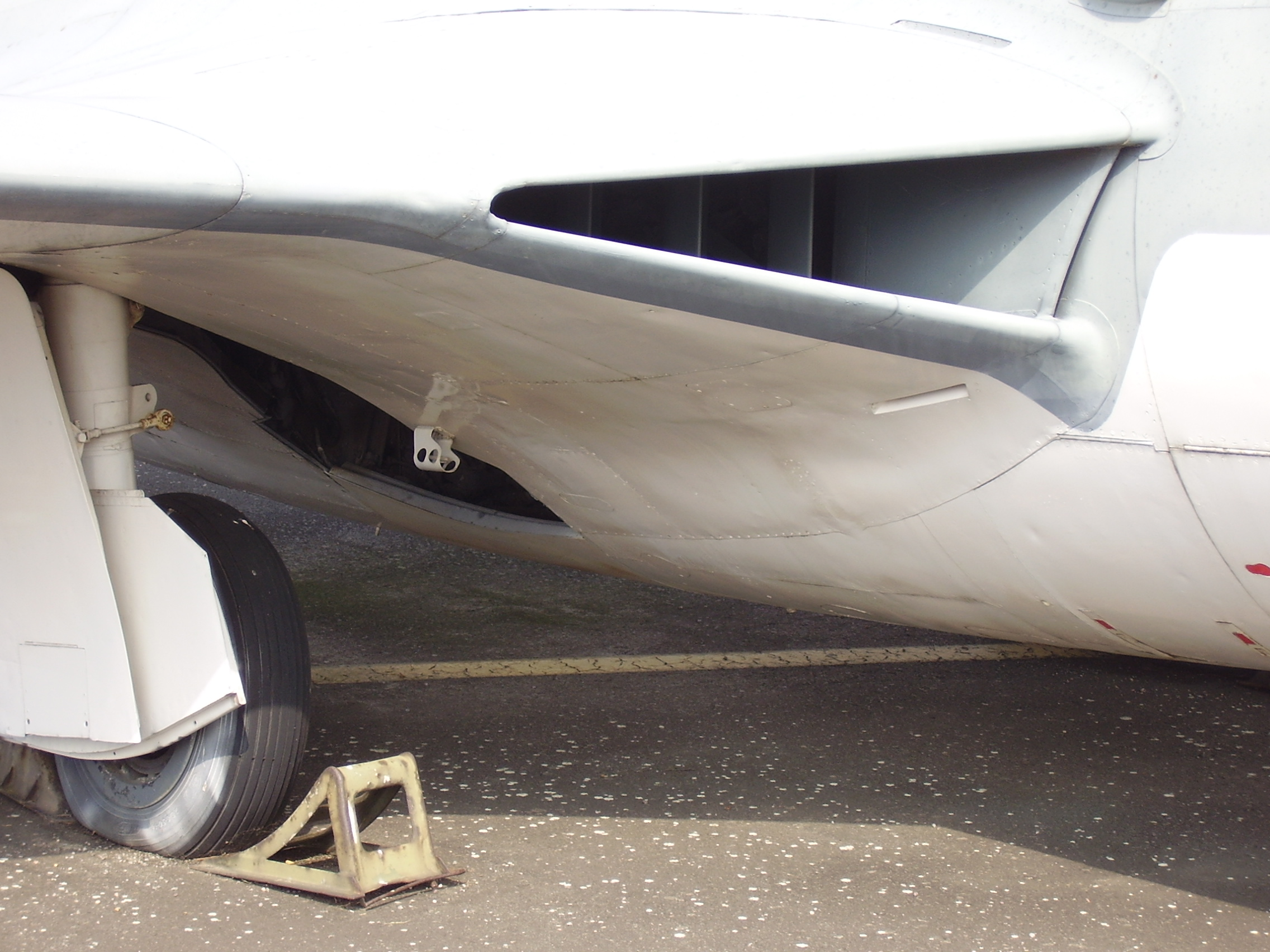
Detail dochovaného německého Sea Hawku, Gatow

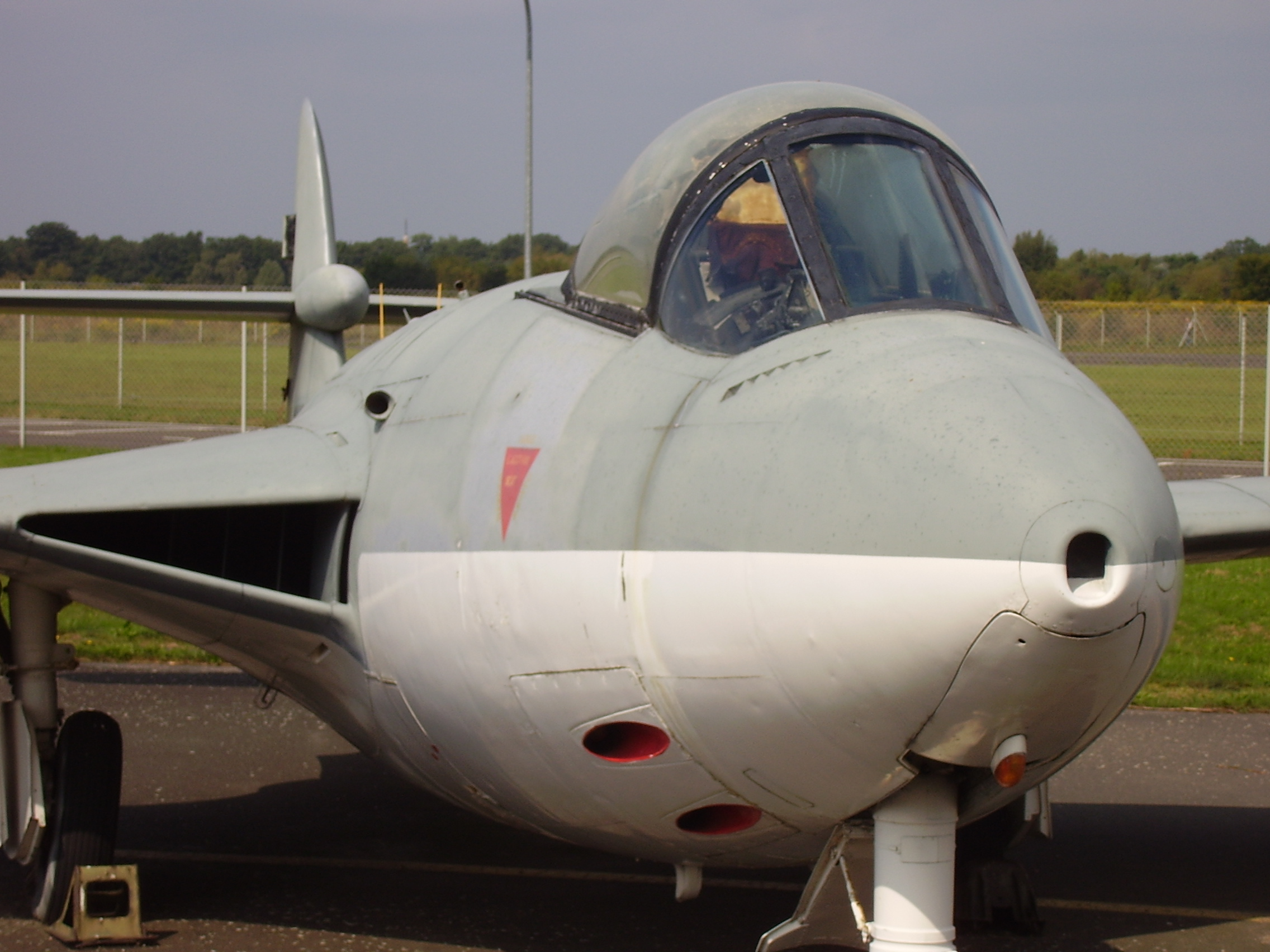
Detail dochovaného německého Sea Hawku, Gatow

- Sea Hawk F1 (WF219) - depozitář Fleet Air Arm Museum, Yeovilton, Anglie
- Sea Hawk F1 (WF225) - vystaven v RNAS Culdrose, Anglie
- Sea Hawk F2 (WF259) - vystaven v Royal Scottish Museum of Aviation, East Fortune, Skotsko
- Sea Hawk FB5 (WM913) - vystaven v Newark Air Museum, Newark, Anglie
- Sea Hawk FB5 (WM961) - vystaven v Caernarfon Air World, Caernafron, Wales
- Sea Hawk FB5 (WM969) - vystaven v Imperial War Museum, Duxford, Anglie
- Sea Hawk FB5 (WN108) - vystaven v Ulster Aviation Society, Langford Lodge, Severní Irsko
- Sea Hawk FGA6 (WV797) - vystaven v Midland Air Museum, Coventry, Anglie
- Sea Hawk FGA6 (WV798) - vystaven ve městě Lasham, Anglie
- Sea Hawk FGA6 (WV826) - vystaven v Ta'qali, Malta.
- Sea Hawk FGA6 (WV856) - vystaven ve Fleet Air Arm Museum, Yeovilton, Anglie
- Sea Hawk FGA6 (WV865) - vystaven v Luftwaffe Museum, Gatow], Německo
- Sea Hawk FGA6 (WV908) - letuschopný, součást Royal Navy Historic Flight, Yeovilton, Anglie
- Sea Hawk FGA6 (XE327) - vystaven v Hermeskeilu, Německo
- Sea Hawk FGA6 (XE340) - vystaven v Montrose Air Station Museum, Skotsko
- Sea Hawk FGA6 (XE489) - vystaven v Gatwick Air Museum, Charlwood, Anglie
- Sea Hawk FGA6 (118) - vystaven ve městě De Kooy, Holandsko
- Sea Hawk FGA6 (130) - vystaven v Kamp Zeist, Holandsko

## Uživatelé

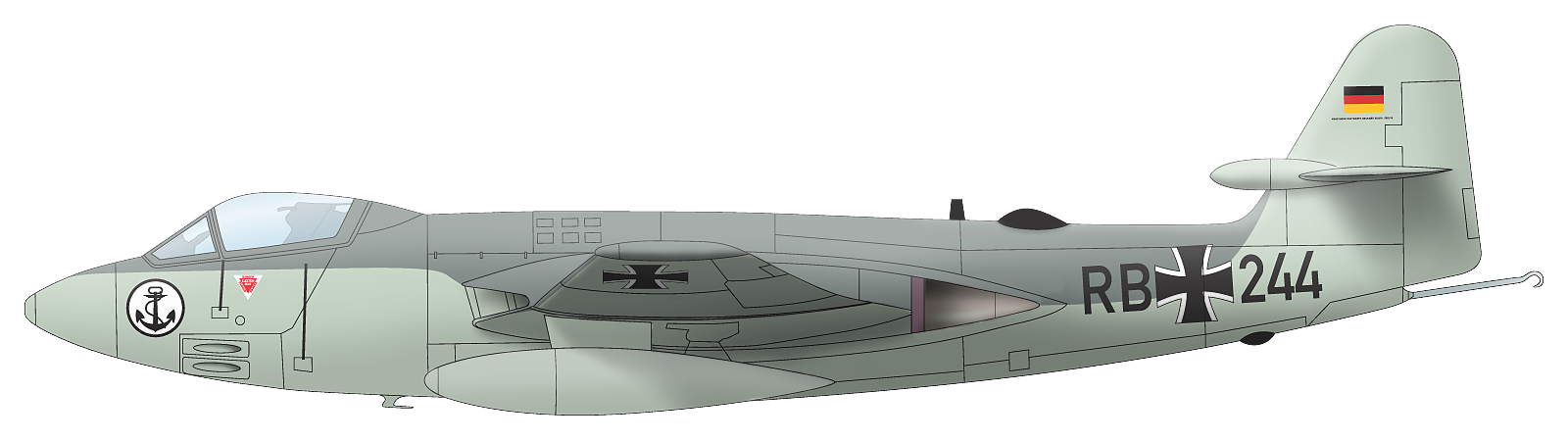
Hawker Sea Hawk (RB+244), Marineflieger

- Indie
  - Indické námořní letectvo
- Německo
  - Marineflieger
- Nizozemsko
  - Nizozemské námořní letectvo
- Spojené království
  - Fleet Air Arm

## Specifikace (FGA.6)

Třípohledový nákres Sea Hawku

### Technické údaje
- Posádka: 1
- Rozpětí: 11,89 m
- Délka: 12,09 m
- Výška: 2,64 m
- Nosná plocha: 25,83 m²
- Hmotnost prázdného letounu: 4208 kg
- Vzletová hmotnost: 5996 kg
- Max. vzletová hmotnost: 7325 kg
- Pohonná jednotka: 1 × proudový motor Rolls-Royce Nene Mk 103
  - Výkon pohonné jednotky: 23,1 kN

### Výkony
- Maximální rychlost: 965 km/h
- Dostup: 13 564 m
- Stoupavost: 29,0 m/s
- Dolet: 770 km
- Plošné zatížení: 232 kg/m²
- Poměr tah/hmotnost: 0,38

### Výzbroj
- 4 × 20 mm kanón Hispano Mk. V (200 nábojů na hlaveň, 800 nábojů celkem)
- 2 × 227 kg puma, nebo 10 neřízených střel ráže 76 mm